# هانز كونراد شلنبرغر
هانز كونراد شلنبرغر (1872-1923) (بالإنجليزية: Hans Conrad Schellenberg)‏ هو عالم نبات سويسري.